# Lars Malmström

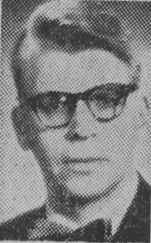
Lars Malmström

Lars Malmström, född 1916 i Linköping, död 1993 i Stockholm var en svensk arkitekt. 
Efter studentexamen i Linköping 1934 utbildade sig Malmström till arkitekt vid Kungliga tekniska högskolan. Han vad först anställd på Försvarets bostadsanskaffningsnämnd, och efter kriget på Egnahemsstyrelsen. 1946 började han på Kooperativa förbundets arkitektkontor hos Seth Torné där han ritade matsalar, tvätterier och industrilokaler. Bland hans verk på KF återfinns Domusvaruhusen i Hallstahammar, Eslöv, Helsingborg och Uppsala samt Obs! i Fittja, Botkyrka, Gränby och Marieberg Galleria. Under många år var han Vår Gårds arkitekt. Hans sista verk var en mästerlig kökstillbyggnad av det lilla torp ovanför Töreboda han delade med hustrun Elsa Wallander.